# Hudební teorie
Hudební teorie či nauka o hudbě je humanitní obor z oblasti muzikologie, zahrnující řadu příbuzných věd. Mezi ně patří například obory hudební akustika, dějiny hudby, nauka o harmonii, rytmus, hudební terminologie atd.
The Oxford Companion to Music popisuje tři vzájemně související použití termínu „hudební teorie“: jako první jsou „základy hudby“, které jsou potřebné k pochopení hudebního zápisu (předznamenání, předznamenání taktu a notové schéma); jako druhé je znalost názorů různých osobností ohledně hudby od starověku do dnešní doby; třetí je muzikologie, jejímž „předmětem zkoumání je hudba a všechny s ní související jevy“. Muzikologický přístup k hudební teorii se liší od hudební analýzy tím, že „si za výchozí body bere základní složky, ze kterých se hudba skládá, ne jednotlivá díla nebo výkony“.
Hudební teorie se zabývá převážně popisem toho, jak hudebníci a skladatelé vytváří hudbu. Mimo jiné se také zabývá laděním a kompozičními postupy. Jelikož se koncept toho, co vlastně hudba znamená, neustále mění, dá se do definice zahrnout i jakýkoliv zvukový jev včetně ticha. Není to pravidlem, ale například studium „hudby“ v osnovách Kvadrivia, které bylo součástí všeobecného vzdělání středověkého učence v tehdejší Evropě, se skládalo z abstraktního systému proporcí, který byl pečlivě studován odděleně od skutečného hraní hudby. Tato středověká disciplína se ale stala základem ladění v pozdějších staletích a je obecně zahrnuta v moderní výuce historie hudební teorie.
Jako praktická disciplína zahrnuje hudební teorie metody a koncepty, které skladatelé a hudebníci používají při tvorbě a hraní. V tomto smyslu je vidět vývoj, zachování a přenos hudební teorie v ústních a písemných hudebních tradicích, hudebních nástrojích a dalších artefaktech. Například starověké nástroje nalezené po světě odhalují podrobnosti o produkované hudbě a možná i něco z hudební teorie, kterou mohli tehdejší hudebníci využívat. Ve starověkých a zachovalých kulturách ve světě jsou hluboké kořeny hudební teorie viditelné v nástrojích, ústních tradicích a současném tvoření hudby. Mnoho kultur také uvažovalo o hudební teorii formálnějšími způsoby, tak vznikla například psaná pojednání a hudební notace. Praktické a odborné tradice se překrývají, jelikož mnoho praktických pojednání se řadí mezi tradičně jiná. Ta často odkazují na dřívější práce, stejně jako vědecká literatura cituje předchozí výzkum.
Nynější akademická obec považuje hudební teorii za podobor muzikologie, širšího studia hudebních kultur a historie. Etymologicky je hudební teorie čin rozjímání nad hudbou, z řeckého slova θεωρία, což znamená dívat se, prohlížet si, rozjímat, spekulovat, teorie, pohled, podívaná. Jako taková se často hudební teorie zajímá o abstraktní hudební aspekty, jako je ladění a tonalita, stupnice, konsonance a disonance a rytmus. Kromě toho existuje i teorie, která se týká určitých aspektů, jako je tvorba hudby nebo její přednes, instrumentace, ozdoby, improvizace a produkce elektronické hudby. Člověk, který zkoumá nebo vyučuje hudební teorii je hudební teoretik. Pro výuku hudební teorie na univerzitách v USA nebo v Kanadě je vyžadován magisterský nebo doktorský titul. Mezi metody analýzy patří matematika, grafická analýza a zejména analýza, kterou umožňuje západní hudební notace. Používají se také komparativní, deskriptivní, statistické a další metody. Zejména v USA zahrnují učebnice hudební teorie mimo jiné také základy hudební akustiky, notového zápisu a skladební techniky (harmonie a kontrapunkt).

## Základy hudby
Hudba se skládá ze sluchových vjemů; „hudební teorie“ se zabývá tím, jak jsou tyto vjemy v hudbě aplikovány. Hudební teorie se zabývá melodií, rytmem, kontrapunktem, harmonií, hudební formou, tonalitou, stupnicemi, laděním, intervaly, konsonancí, disonancí, délkou, tónem, kompozicí, přednesem, instrumentací, ozdobami, improvizací, produkcí elektronické hudby, atd.

### Výška tónu
Výška tónu je vlastnost, podle které se posuzuje hloubka nebo výška určitého tónu, například rozdíl mezi velkým a malým C. Frekvence zvukových vln, které výšku tónu produkují, mohou být přesně změřeny, ale vnímání výšky tónu je komplexnější, například zvuky z přírodních zdrojů mohou sestávat z více zvuků a jejich výšku tak můžeme určit jen přibližně. Dle toho také teoretikové často popisují výšku tónu jako subjektivní pocit než jako objektivní měření zvuku.
Specifické frekvence jsou obvykle pojmenovány určitým písmenem. V současnosti většina orchestrů přiřazuje komornímu A (a1) frekvenci 440 Hz. Toto je ovšem víceméně libovolné, například ve Francii v roce 1859 se A ladilo na 435 Hz. Takové rozdíly mohou mít následně na barvu tónu nástrojů a další jevy znatelný efekt. Při hraní staré hudby se tak často ladí stejně, jako se ladilo v době, kdy byla skladba napsaná. Mnoho kultur se jednotlivé výšky tónů sjednotit nesnaží, dle nich by mělo být povoleno výšku měnit v závislosti na žánru, stylu, atd.
Výšková vzdálenost mezi dvěma tóny se nazývá interval. Nejzákladnějším intervalem je unisono, to jsou dvě noty stejné výšky. Interval oktávy tvoří dva tóny, druhý tón má buď dvojnásobnou nebo poloviční frekvenci prvního. Unikátní vlastnosti oktáv umožnili vznik výškových tříd – tóny stejného písmena, které se nacházejí v jiné oktávě mohou být seskupeny do jedné „třídy“, pokud budeme ignorovat rozdíly v oktávě. Například velké C a malé C jsou členy stejné třídy – třídy, ve které se nachází všechna C.
Soustavy hudebního ladění rozhodují o přesné vzdálenosti mezi intervaly. Ladění se v různých kulturách po světě velmi liší. V západní kultuře bylo dlouho několik různých soustav ladění s různou kvalitou. Mezinárodně uznávaná a nejběžnější je soustava ladění, která se nazývá rovnoměrně temperovaná. Je považována za nejvhodnější kompromis, umožňuje totiž nástrojům s pevným ladění (např. klavír) znít přijatelně ve všech výškách.

### Stupnice a tónorody
Noty mohou být uspořádány do různých stupnic a tónorodů. Západní hudební teorie obvykle oktávu rozděluje na skupinu 12 tónů, která se nazývá chromatická stupnice; interval mezi přilehlými tóny se nazývá půltón. Výběrem tónů z této skupiny a jejich následným seřazením do vzorce půltónů a celých tónů se vytváří ostatní stupnice.
Nejčastější stupnice jsou sedmistupňové durové, harmonické mollové, melodické mollové a aiolské mollové. Dalšími příklady stupnic jsou osmistupňové a pentatonické neboli pětistupňové, ty jsou běžné ve folku a blues. Mimozápadní kultury často používají stupnice, které neodpovídají stejnoměrně rozloženému 12stupňovému dělení oktávy. Například klasické osmanské, perské, indické a arabské hudební systémy často využívají násobky čtvrttónů (polovina půltónu), například v „neutrální“ sekundě (tři čtvrttóny) nebo „neutrální“ tercie (sedm čtvrttónů) – obvykle čtvrttón samotný nevyužívají jako přímý interval.
V tradiční západní notaci je stupnice, která je využitá pro kompozici obvykle na začátku skladby indikována předznamenáním; to určuje tóny, ze kterých se stupnice skládá. S postupným vývojem skladby se tóny mohou změnit a uvést novou stupnici. Skladba může být pro různé účely transponována z jedné stupnice do druhé, často pro přizpůsobení se rozsahu zpěváka. Taková transpozice zvýší nebo sníží celkový rozsah, ale zachová intervaly prvotní stupnice. Například transpozice ze stupnice C dur na stupnici D dur zvýší všechny tóny ve stupnici C dur o celý tón. Jelikož se intervaly nemění, tak si posluchač transpozice nemusí všimnout, ostatní vlastnosti se ale mohou nápadně změnit; transpozice totiž mění vztah mezi výškou skladby a rozsahem nástrojů či hlasů, které danou skladbu předvádějí. To často ovlivňuje celkový zvuk skladby, stejně tak se mění technické nároky na vystupující.
Vzájemný vztah stupnic, které jsou v západní tonální hudbě nejužívanější, je vhodně ukázán kvintovým kruhem. Občas jsou pro určitou kompozici vymyšleny unikátní předznamenání. Během Baroka se hudební teorie hodně zabývala propojením určitých emocí se specifickými předznamenáními; toto je taktéž známé jako Afektová teorie. Unikátní zabarvení stupnic, které za vznikem teorie stálo, se ale vytratilo s příchodem rovnoměrně temperovaného ladění. I tak si ale mnoho hudebníků stále myslí, že určité stupnice jsou pro vyjádření určitých emocí vhodnější než jiné. Hudební teorie indické klasické hudby stále přiřazuje stupnice k emocím, částem dne a dalším extra-hudebním konceptům; stojí za zmínku, že nepoužívá rovnoměrně temperované ladění.

### Konsonance a disonance
Konsonance a disonance jsou subjektivní vlastnosti zvučnosti intervalů, které se během let vyvíjejí a v různých kulturách se liší. Konsonance je vlastnost intervalu nebo akordu, který zní stabilně a příjemně, sám o sobě zní kompletně. Disonance je opakem, zní drsně až nepříjemně, „chce se“ vyřešit a stát se konsonantním, zní nedokončeně. Disonantní intervaly spolu kolidují. Konsonantní intervaly spolu znějí příjemně. Obvykle jsou za konsonantní považovány čisté kvarty, kvinty a oktávy a všechny durové a mollové tercie a sexty. Všechny ostatní jsou více či méně disonantní.
Kontext a další aspekty mohou ovlivnit zjevnou disonanci a konsonanci. Například v Debussyho preludiích může durová sekunda znít stabilně a konsonantně, ale ten stejný interval může v Bachově fuze znít disonantně. V době baroka, klasicismu a romantismu byla čistá kvarta považována za disonantní, když nebyla podpořena zmenšenou tercií nebo kvintou. Od začátku 20. století se koncept Arnolda Schoenberga nazývaný „emancipovaná disonance“, ve kterém jsou tradičně disonantní intervaly považovány za „vyšší“, vzdálenější konsonance, stal přijatelnějším.

### Rytmus
Rytmus vzniká při postupném řazení zvuku a ticha. Metrum dělí hudbu do pravidelných skupin, kterým se říká takty. Taktové předznamenání určuje, kolik dob je v taktu a na kolik dob se psaná nota počítá. Zvýšeným důrazem, změnou délky not nebo artikulací mohou být konkrétní tóny s přízvukem. Ve většině hudebních zvyklostí jsou dána pravidla pro pravidelné a hierarchické zvýraznění dob, aby se zvýraznilo dané metrum. Synkopy tato pravidla porušují tím, že zdůrazňují nečekané doby. Hraní dvou a více různých rytmů najednou se nazývá polyrytmus. V nynější době se rytmus a metrum staly důležitou součástí výzkumu pro hudební vědce. Mezi nejčastěji citované současné vědce patří Maury Yeston, Fred Lerdahl a Ray Jackendoff, Jonathan Kramer a Justin London.

## Osobnosti
Mezi významné hudební teoretiky patřili např.:
- Guido z Arezza
- Franko Kolínský
- Jeroným Moravský
- Jakub z Lutychu
- Gioseffo Zarlino
- Johann Joseph Fux
- Johann Mattheson
- Hugo Riemann
- Johann Nikolaus Forkel
- Guido Adler
- Vladimír Helfert
- Zofia Lissa
- Heinrich Schenker

a další.